# AT-L

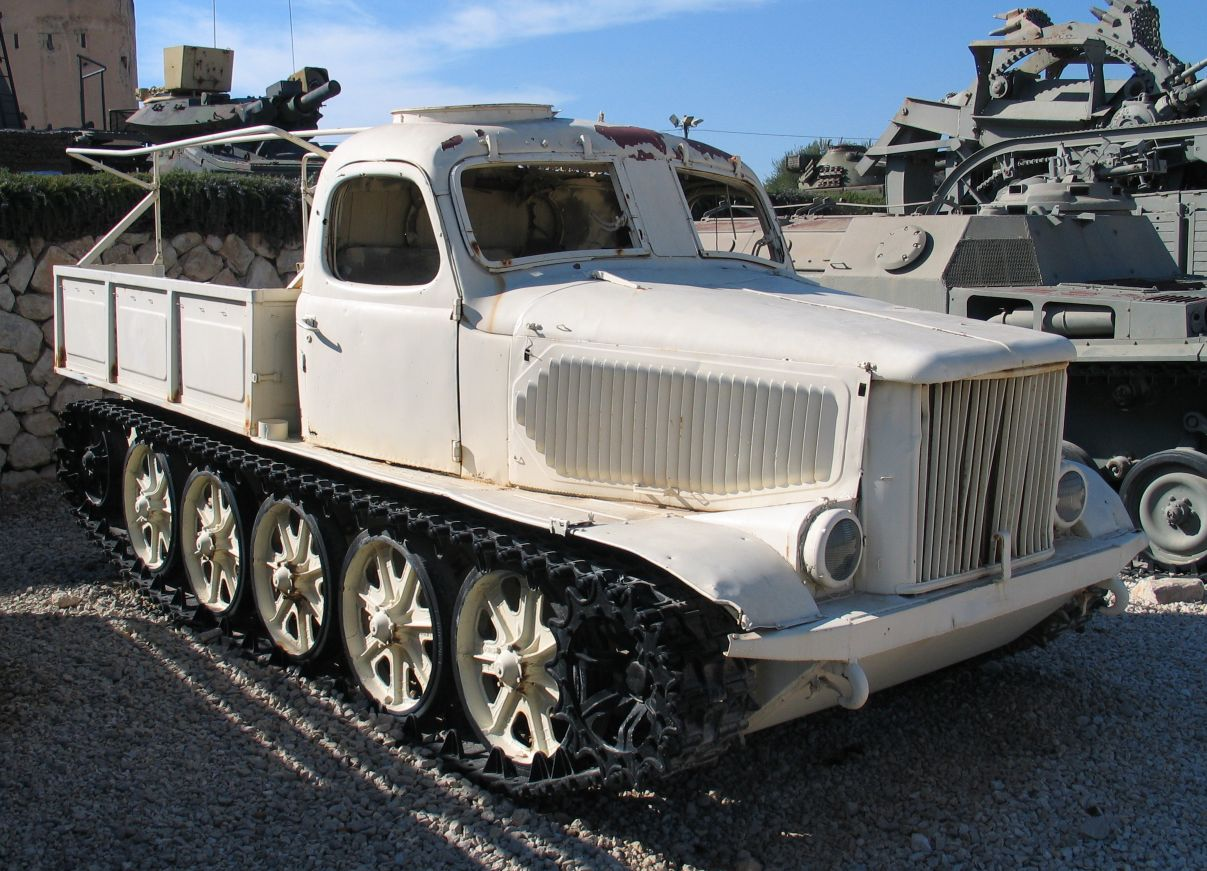
Pásový tahač děl AT-L

AT-L byl sovětský lehký tahač děl z konce 40. let 20. století. První prototyp byl sestrojen roku 1947, v letech následujících byl dodáván nejen sovětské armádě, ale byl vyvážen i do dalších zemí světa. Byl používán k tažení děl do ráže 122 mm. Vyráběn byl v různých modifikacích až do roku 1967. Tahač byl užíván i v ČSLA.

## Technické údaje
- Osádka: 3

- Obsluha kanónu na korbě: 8
- Hmotnost : 5 800 kg
- Nosnost: 2 000 kg
- Hmotnost přívěsu: 6 000 kg
- Délka : 5,10 m
- Šířka: 2,2 m
- Výška: 2,2 m
- Motor: JAAZ-204K
- Výkon motoru : 110 k
- Maximální rychlost: 44 km/h
- Dojezd: 350 km